# Elizabeth Female Academy
Elizabeth Female Academy, var en amerikansk flickskola i Washington, Mississippi,  aktiv från 1819 fram till att delstaten år 1845 flyttade sin huvudstad från Natchez till Jackson. 
Det var den första skolan för flickor i Mississippi. Den grundades och drevs av metodisterna, och fick sitt namn efter Elizabeth Roach, som donerade marken där skolan stod. 